# Clase Shiratsuyu
La Clase Shiratsuyu fue una clase de destructores compuesta de 10 unidades de la Armada Imperial Japonesa que entraron en servicio entre 1936 y 1937, y participaron en la Segunda Guerra Mundial. 

## Historia
Como suele ser habitual en el desarrollo de unas naves producidas con gran celeridad, los destructores de esta clase eran una corrección de los fallos encontrados en la precedente Clase Hatsuharu, siendo el principal cambio una potente batería de torpedos consistente en dos lanzadores cuádruples, con comunicación directa con el puente. En 1942 la clase completa experimentó una modificación, dando énfasis al armamento antiaéreo. Estos destructores fueron los últimos que se construyeron en Japón cumpliendo las limitaciones del Tratado Naval de Washington, por ello los posteriores Clase Asashio serían mayores y más pesados.

## Destructores de la ClaseShiratsuyu
- Harusame
- Kawakaze
- Murasame
- Samidare
- Shigure
- Shiratsuyu
- Suzukaze
- Umikaze
- Yamakaze
- Yūdachi

## Características
- Eslora: 103,5 metros en línea de flotación, 107,5 en total
- Manga: 9,9 metros
- Calado: 3,50 metros
- Desplazamiento: 1685 toneladas, 1950 a plena carga
- Velocidad: 34 nudos
- Armamento principal: Cinco cañones de 127 mm.
- Armamento antiaéreo: 2 ametralladoras de 13 mm.
- Armamento antisubmarino: 16 cargas de profundidad.
- Torpedos: Ocho tubos de 610 mm en dos montajes cuádruples.
- Propulsión: 42 000 HP, 3 calderas, 2 hélices
- Dotación: 180 marineros y oficiales